# Сельское поселение Усинское
Сельское поселение Усинское — муниципальное образование в Сызранском районе Самарской области.
Административный центр — село Усинское.

## Административное устройство
В состав сельского поселения Усинское входят:
- село Губино,
- село Лесная Поляна,
- село Печерские Выселки,
- село Усинское,
- посёлок Архангельский,
- посёлок Новогубинск.